# Hi-Tec Sports
Hi-Tec Sports International Holdings B.V. ist ein niederländischer, 1974 im Vereinigten Königreich gegründeter, Schuh-, Sport- und Freizeitbekleidungshersteller mit Sitz in Amsterdam und seit 2016 Tochterunternehmen der US-amerikanischen Apex Global Brands.

## Geschichte
Das Unternehmen wurde 1974 vom Niederländer Frank van Wezel in Shoeburyness gegründet und entwickelte und produzierte anfangs leichte und bequeme Squash-Schuhe. 1978 wurde in den USA ein Tochterunternehmen gegründet und 1982 auf Anfrage des FBI nach bequemen und leichten Einsatzstiefeln die Hi-Tec Magnums entwickelt, die seit demselben Jahr in der FBI-Akademie genutzt werden. 1984 entschloss sich die Firmenleitung dazu, die 1982 geschützte Marke Hi-Tec weltweit zu vermarkten. 1988 wurde das Unternehmen in eine Aktiengesellschaft umgewandelt und ging an die Londoner Börse. Ab 1995 ist Hi-Tec der offizielle Schuh der Wimbledon Championships. Im Jahr 2000 kaufte van Wezel alle Aktienanteile zurück und nahm Hi-Tec von der Börse. Frank van Wezels Sohn Ed van Wezel wird 2011 CEO und der Unternehmenshauptsitz nach Amsterdam verlegt. Seit 2014 ist Hi-Tec Sponsor des Nijmegenmarschs. Im Jahr 2016 wurde das Unternehmen von Cherokee Global Brands, das sich später in Apex Global Brands umbenannt hat, gekauft. Heute ist Hi-Tec Sports eine globale Marke mit Vertrieb in mehr als 85 Ländern und Tochtergesellschaften in Großbritannien, den USA, Kanada, Südafrika, Spanien, Frankreich, Deutschland und den Benelux-Ländern. Zum Unternehmen gehören neben Hi-Tec weitere Marken, wie beispielsweise 50 Peaks Hi-Tec, I-Shield, V-Lite, Dri-Tec, M-D Traction sowie Magnum und Interceptor.

## Produkte
Die Produktpalette reicht von Schuhen (so genannten Hi-Tecs) für Sport (Tennis, Squash, Fußball, Golf) und Klettern bis hin zu Einsatzschuhen für Polizisten, Militär und private Sicherheitsdienstleister. Die Firma bedient dabei das mittlere Preissegment.